# Chiến tranh Anh–Zanzibar
Chiến tranh Anh–Zanzibar (tiếng Anh: Anglo-Zanzibar War) diễn ra giữa Vương quốc Liên hiệp Anh và Ireland với Vương quốc Zanzibar vào ngày 27 tháng 8 năm 1896. Xung đột kéo dài trong khoảng 38 đến 45 phút khiến nó trở thành cuộc chiến ngắn nhất trong lịch sử. Nguyên nhân trực tiếp của chiến tranh là việc Quốc vương thân Anh Hamad bin Thuwaini từ trần vào ngày 25 tháng 8 năm 1896 và việc kế vị sau đó của Quốc vương Khalid bin Barghash. Khalid đơn phương đăng quang trong khi chưa được người Anh chấp thuận, còn nhà đương cục Anh ưa thích Hamud bin Muhammed hơn. Người Anh xem hành động của Khalid là một "sự khơi mào chiến tranh" và gửi một tối hậu thư cho Khalid, song Khalid động viên cấm vệ quân của ông và cố thủ bản thân bên trong cung điện.
Tối hậu thư hết hạn vào 09:00 giờ Đông Phi (East Africa Time) ngày 27 tháng 8, đương thời Anh Quốc tập hợp ba tuần dương hạm, hai pháo hạm, 150 thủy quân lục chiến và thủy thủ, và 900 binh sĩ Zanzibar tại khu vực cảng. Khoảng 2.800 binh sĩ Zanzibar phòng thủ cung điện; hầu hết được tuyển từ thường dân, song cũng bao gồm cấm vệ quân của quốc vương và vài trăm công bộc và nô lệ. Một cuộc bắn phá bắt đầu vào lúc 09:02 vào cung điện và vô hiệu hóa pháo phòng thủ. Một hành động hải quân nhỏ diễn ra với việc Anh Quốc đánh đắm du thuyền HHS Glasgow của Vương thất Zanzibar và hai thuyền nhỏ hơn, và một số phát đạn được bắn vô ích về phía quân Zanzibar thân Anh khi đội quân này tiến đến gần cung điện. Quốc kỳ trên cung điện bị bắn rơi và ngừng bắn từ 09:40.
Quân đội của quốc vương chịu khoảng 500 thương vong, trong khi chỉ có một thủy thủ người Anh bị thương. Quốc vương Khalid tị nạn trong lãnh sự quán Đức rồi thoát sang Đông Phi thuộc Đức. Người Anh nhanh chóng đưa Hamud lên nắm quyền một chính phủ bù nhìn. Chiến tranh đặt dấu chấm hết cho chủ quyền của Vương quốc Zanzibar và khởi đầu một giai đoạn quốc gia chịu ảnh hưởng cao độ của Anh.

## Bối cảnh

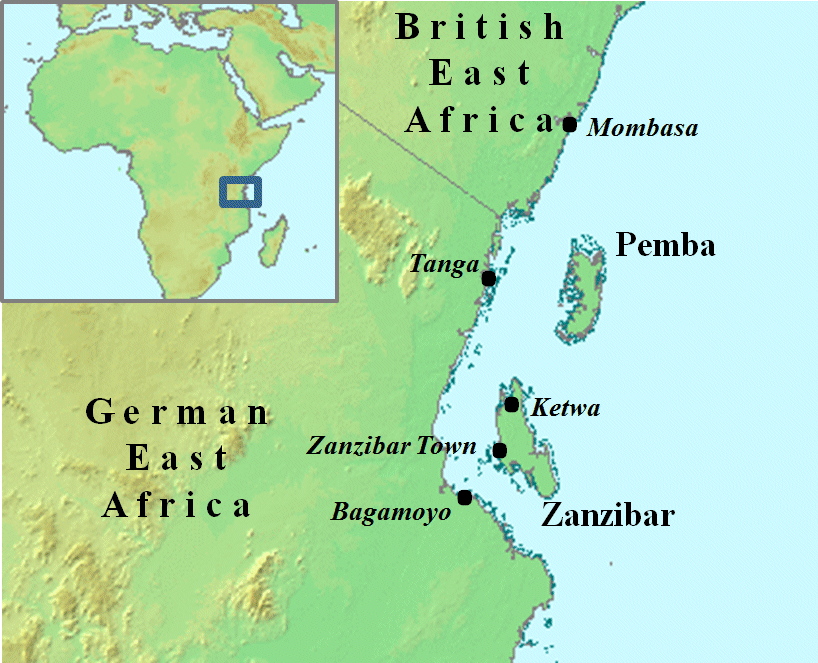
Quần đảo Zanzibar và đại lục châu Phi

Zanzibar là một đảo quốc trên Ấn Độ Dương, ngoài khơi Tanganyika; nay là bộ phận của Tanzania. Đảo chính là Unguja (hay đảo Zanzibar), nằm dưới quyền cai quản trên danh nghĩa của Quốc vương Oman từ năm 1698 khi họ trục xuất những người định cư Bồ Đào Nha vốn tuyên bố chủ quyền với đảo vào năm 1499. Quốc vương Majid bin Said tuyên bố đảo độc lập từ Oman vào năm 1858, được Anh công nhận, và tách vương quốc khỏi Oman. Các quốc vương sau đó định đô và đặt trụ sở chính phủ tại thị trấn Zanzibar, trong thị trấn có một tổ hợp cung điện được xây dựng hướng về phía biển. Đến năm 1896, tổ hợp gồm có vương vung Beit al-Hukm, một hậu cung gắn liền; và Beit al-Ajaib —một cung điện nghi lễ được cho là tòa nhà đầu tiên tại Đông Phi được cấp điện. Tổ hợp phần lớn được xây dựng từ gỗ địa phương và không được thiết kế như một kết cấu phòng thủ. Toàn bộ ba tòa nhà chính nằm gần kề nhau theo một hàng, nối với nhau bằng những lang kiều bằng gỗ phía trên đường đi.
Anh Quốc công nhận chủ quyền của Zanzibar và quốc vương của quốc gia này vào năm 1886, sau một giai đoạn dài tương tác hữu hảo, và nhìn chung duy trì quan hệ tốt với đảo quốc và các quốc vương. Tuy nhiên, Đức cũng quan tâm đến Đông Phi và hai cường quốc tranh giành quyền kiểm soát quyền mậu dịch và lãnh thổ trong khu vực trong suốt cuối thế kỷ 19. Quốc vương Khalifah trao quyền đất đai tại Kenya cho Anh Quốc và trao quyền đất đai tại Tanganyika cho Đức, một quá trình dẫn đến việc cấm chế độ nô lệ trên những vùng đất này. Nhiều thành viên thuộc tầng lớp người Ả Rập thống trị phiền não trước việc bị ngưng hoạt động mậu dịch có giá trị lớn này, kéo theo một số bất ổn. Thêm vào đó, nhà cầm quyền Đức tại Tanganyika không cho treo quốc kỳ vương quốc Zanzibar, dẫn đến xung đột vũ trang giữa quân Đức và dân cư địa phương. Một trong những xung đột như vậy diễn ra tại Tanga, ước tính khiến cho 20 người Ả Rập thiệt mạng.
Quốc vương Khalifah cử các binh sĩ Zanzibar dưới quyền lãnh đạo của Chuẩn tướng Lloyd Mathews, nguyên là sĩ quan của Hải quân Hoàng gia Anh, đi khôi phục trật tự tại Tanganyika. Chiến dịch thành công ở mức độ lớn, song cảm tình chống Đức trong người Zanzibar vẫn mãnh liệt. Xung đột tiếp tục nổ ra tại Bagamoyo, tại đây 150 người bản địa bị quân đội Đức sát hại, và các quan chức người Đức cùng công bộc bị sát hại tại Ketwa. Khalifah sau đó cấp quyền mậu dịch quảng đại cho Công ty Đông Phi Đế quốc Anh (IBEAC), công ty này nhận được hỗ trợ của Đức trong việc phong tỏa hàng hải nhằm ngăn chặn hoạt động mua bán nô lệ nội địa tiếp diễn. Khi Khalifah từ trần vào năm 1890, Ali bin Said lên nắm quyền tại vương quốc. Quốc vương Ali nghiêm cấm mua bán nô lệ nội địa (song không cấm sở hữu nô lệ), tuyên bố Zanzibar là một quốc gia do Anh Quốc bảo hộ và bổ nhiệm Lloyd Mathews là Đệ nhất bộ trưởng để đứng đầu nội các. Anh Quốc cũng được đảm bảo quyền phủ quyết đối với việc bổ nhiệm các quốc vương sau này.
Trong năm mà Ali đăng cơ, Anh Quốc và Đức ký kết Hiệp định Heligoland-Zanzibar, hiệp định chính thức phân ranh giới phạm vi quyền lợi tại Đông Phi và nhượng các quyền của Đức tại Zanzibar cho Anh Quốc. Điều này trao cho chính phủ Anh Quốc thêm ảnh hưởng tại Zanzibar, họ dự định sử dụng điều này để tiệt trừ chế độ nô lệ tại đây, một mục tiêu được đề ra ngay từ năm 1804.
Người kế vị Ali là Hamad bin Thuwaini, trở thành quốc vương vào năm 1893. Hamad duy trì quan hệ thân thiết với người Anh song các thần dân của ông bất đồng quan điểm trên vấn đề gia tăng quyền kiểm soát của Anh Quốc đối với quốc gia, quân đội do Anh lãnh đạo và bãi bỏ mua bán nô lệ sinh lợi lớn. Nhằm kiểm soát những bất đồng này, nhà cầm quyền Anh Quốc ủy quyền cho quốc vương tuyển mộ 1.000 cấm vệ quân người Zanzibar, song những binh sĩ này nhanh chóng tham gia những cuộc đụng độ với cảnh sát do Anh lãnh đạo. Khiếu nại về các hành động của cấm vệ quan cũng đến từ những dân cư gốc Âu tại thị trấn Zanzibar.

## Diễn biến

### 25 tháng 8
Quốc vương Hamad đột ngột từ trần vào 11:40 giờ Đông Phi ngày 25 tháng 8 năm 1896. Người cháu trai 29 tuổi của ông tên là Khalid bin Bargash vốn đang bị nghi ngờ về một số vụ ám sát, người này chuyển vào tổ hợp cung điện tại thị trấn Zanzibar trong khi chưa được người Anh chấp thuận, vi phạm hiệp định thỏa thuận với Ali. Chính phủ Anh Quốc ưa thích một cứng cử viên thay thế là Hamud bin Muhammed, một người thuận lợi hơn đối với lợi ích của Anh Quốc. Lãnh sự và đại biểu ngoại giao Basil Cave cùng Tướng Lloyd Mathews cảnh báo Khalid suy nghĩ cẩn thận về hành động của mình. Ba năm trước, khi Khalid cố gắng nắm quyền tại vương quốc sau khi Ali từ trần, tổng lãnh sự Anh Quốc Rennell Rodd từng thành công trong việc thuyết phục nhân vật này về những nguy hiểm của một hành động như vậy.
Khalid bỏ qua cảnh báo của Basil Cave và quân đội của người này bắt đầu tập hợp tại quảng trường cung điện dưới quyền chỉ huy của Đại úy Saleh của cấm vệ quân. Đến cuối ngày, họ tập hợp được 2.800 binh sĩ được vũ trang bằng súng trường và súng hỏa mai. Phần lớn họ là thường dân song có 700 binh sĩ askari Zanzibar đứng về phía Khalid. Pháo binh của quốc vương gồm có một số súng liên thanh Maxin, một súng Gatling, một súng thần công bằng đồng từ thế kỷ 17 và hai pháo dã chiến 12 pao, nhắm vào các thuyền của Anh Quốc tại cảng. Pháo 12 pao do Hoàng đế Đức Wilhelm II tặng cho quốc vương Zanzibar. Binh sĩ của quốc vương cũng nắm quyền chiếm hữu Hải quân Zanziba- gồm có một thuyền buồm tên là HHS Glasgow, là du thuyền của quốc vương từ năm 1878 dựa trên tàu tuần phòng Glasgow của Anh.
Mathews và Cave cũng bắt đầu tập trung lực lượng của họ, có 900 askari Zanzibar dưới quyền Arthur Raikes của Trung đoàn Wiltshire, đây là nhân vậy thứ hai trong quân đội Zanzibar và giữ quân hàm chuẩn tướng. 150 thủy thủ và thủy quân lục chiến đổ bộ từ tàu tuần dương bảo vệ lớp Pearl Philomel và pháo hạm Thrush, là những tàu đang thả neo tại cảng. Đạo quân hải quân dưới quyền chỉ huy của Captain O'Callaghan, lên bờ trong vòng 15 phút khi được yêu cầu để đối phó với bất kỳ cuộc bạo động nào do dân chúng gây ra. Một đạo quân nhỏ hơn gồm các thủy thủ dưới quyền Đại úy Watson của Thrush đổ bộ để bảo vệ lãnh sự quán Anh Quốc, nơi những công dân Anh Quốc được yêu cầu tập hợp nhằm bảo hộ. Một pháo hạm khác là HMS Sparrow tiến vào cảng và thả neo đối diện với cung điện, bên cạnh Thrush.
Các nhà ngoại giao Anh Quốc có một số lo ngại về tính khả tín của những askari dưới quyền Arthur Raikes, song những binh sĩ này chứng tỏ tính kiên định và chuyên nghiệp được tôi luyện nhờ duyệt binh và một vài cuộc viễn chinh đến Đông Phi. Sau đó, họ trở thành đội quân trên bộ duy nhất khai hỏa về phía quân phòng thủ. Quân đội của Arthur Raikes được vũ trang với hai súng liên thanh Maxim và một súng thần công 9 pao, được đặt tại nhà hải quan gần đó. Quốc vương cố gắng thuyết phục lãnh sự của Hoa Kỳ là Richard Dorsey Mohun công nhận việc đăng cơ của mình song sứ giả được nói rằng do việc đăng cơ của ông ấy không được chính phủ của Nữ vương điện hạ xác nhận, nên không thể trả lời."
Basil Cave tiếp tục gửi những tin nhắn cho Khalid yêu cầu ông ta cho quân triệt thoái, rời khỏi cung điện và trở về tư gia song chúng bị khước từ và Khalid đáp lại rằng sẽ tuyên bố bản thân là quốc vương vào 15:00. Basil Cave nói rằng điều này sẽ cấu thành một hành động nổi loạn và rằng vị thế quốc vương của Khalid sẽ không được chính phủ Anh Quốc công nhận. Vào lúc 14:30, Quốc vương Hamad được táng và đúng 30 phút sau đó một phát đại bác vương thất từ súng trong cung điện tuyên bố việc Khalid kế vị. Basil Cave không thể khởi đầu chiến sự mà không được sự phê chuẩn của chính phủ và gửi diện thông báo cho Văn phòng Đối ngoại thuộc chính phủ của Hầu tước Robert Gascoyne-Cecil tại Luân Đôn, hỏi rằng có thể bắn vào cung điện từ tàu chiến nếu nỗ lực hòa bình trở nên vô dụng. Trong khi đó, Basil Cave thông báo với tất cả lãnh sự ngoại quốc khác rằng mọi quốc kỳ vẫn treo rủ để tưởng nhớ cố quốc vương Hamad. Lá cờ duy nhất không treo rủ là cờ đỏ lớn treo trên cung điện của Khalid. Basil Cave cũng thông báo với các lãnh sự không công nhận Khalid là quốc vương, được họ chấp thuận.

### 26 tháng 8
Vào 10:00 ngày 26 tháng 8, tàu tuần dương bảo vệ lớp Archer Racoon đến thị trấn Zanzibar và thả neo nối tiếp với Thrush và Sparrow. Vào 14:00, tàu tuần dương bảo vệ lớp Edgar St George, soái hạm của khu vực Cape và Đông Phi, đi vào cảng. Trên tàu có Chuẩn Đô đốc Harry Rawson cùng những thủy quân lục chiến và thủy thủ Anh. Khoảng thời gian đó, điện trả lời của Hầu tước Robert Gascoyne-Cecil đến, theo đó cho phép Cave và Rawson được tùy ý dử dụng phương sách nhằm loại bỏ Khalid khỏi quyền lực. Bức điện ghi: "Ông được ủy quyền áp dụng bất cứ biện pháp nào mà ông có thể xem là cần thiết, và hành động của ông sẽ được chính phủ của Nữ vương điện hạ ủng hộ. Tuy nhiên, đừng cố gắng thực hiện bất kể hành động nào mà ông không chắc chắn rằng có thể thực hiện thành công."
Basil Cave nỗ lực đàm phán thêm với Khalid song chúng thất bại và Harry Rawson gửi đến một tối hậu thư, yêu cầu Khalid đầu hàng và rời cung điện vào lúc 09:00 ngày 27 tháng 8 hoặc Harry Rawson sẽ khai hỏa. Trong buổi chiều, tất cả thương thuyền rời khỏi cảng và những phụ nữ và thiếu nhi người Anh rời đến St. George và một tàu của Công ty Hàng hải hơi nước Anh-Ấn để đảm bảo an toàn cho họ. Tối hôm đó, Lãnh sự Mohun lưu ý về sự im lặng đáng sợ tại Zanzibar.

### 27 tháng 8
Vào 08:00 ngày 27 tháng 8, sau một tin nhắn do Khalid gửi nhằm yêu cầu đàm phán với Basil Cave, lãnh sự trả lời rằng mình sẽ chỉ cứu giúp nếu Khalid chấp thuận các điều khoản của tối hậu thư. Đến 08.30, một tin nhắn nữa từ Khalid tuyên bố rằng "Chúng tôi không có ý định đầu hàng và chúng tôi không tin các người sẽ khai hỏa vào chúng tôi"; Basil Cave đáp lại rằng "Chúng tôi không muốn khai hỏa, song trừ khi ông làm điều mà ông nói thì chúng tôi nhất định sẽ làm vậy." Vào 08:55, không nhận được thêm tin tức gì từ cung điện, Harry Rawson trên tàu St George kéo dấu hiệu "chuẩn bị hành động".
Đúng 09:00, Tướng Lloyd Mathews lệnh cho các tàu của Anh Quốc bắt đầu bắn phá. Vào 09:02 các tàu của Điện hạ là Racoon, Thrush và Sparrow đồng thời khai hỏa vào cung điện, phát súng đầu tiên của Thrush ngay lập tức vô hiệu hóa một súng thần công 12 pao của quốc vương. 3.000 quân phòng thủ, công bộc và nô lệ hiện diện trong cung điện phần lớn làm bằng gỗ và mặc dù có những chướng ngại vật là sọt, kiện và cao su, song có nhiều thương vong. Mặc dù có những báo cáo ban đầu rằng Khalid bị bắt và bị đày sang Ấn Độ, song thực sự là Khalid thoát khỏi cung điện. Một thông tín viên của Reuters tường trình rằng quốc vương "chạy trong loạt bắn đầu tiên cùng toàn bộ những người Ả Rập lãnh đạo, họ để nô lệ và tùy tùng tiến hành chiến đấu", song những nguồn khác nói rằng Khalid ở lại cung điện lâu hơn. Hành động bắn pháo ngưng vào khoảng 09:40, lúc này cung điện và hậu cung đã bị cháy, pháo của quốc vương câm họng và còn cờ thì bị bắn rơi.
Trong khi diễn ra pháo kích, một hành động giao chiến hải quân diễn ra vào lúc 09:05, Glasgow lỗi thời bắn vào St George bằng 7 súng chín pao và một súng Gatling vốn là quà của Nữ vương Victoria tặng Quốc vương Zanzibar. Glasgow chìm khi bị bắn trả, song do cảng nông nên cột buồm của tàu vẫn ở trên mặt nước. Thủy thủ đoàn của Glasgow kéo một lá quốc kỳ Anh Quốc để thể hiện rằng họ đầu hàng và họ đều được các thủy thủ Anh Quốc cứu. Thrush cũng bắn chìm hai tàu hơi nước, thủy thủ đoàn trên hai tàu này dùng súng trường để bắn Thrush. Một số hành động chiến đấu trên bộ diễn ra khi binh sĩ của Khalid bắn vào các askari của Raikes khi họ tiến đến gần cung điện, song kết quả chẳng là bao. Giao chiến ngừng khi pháo kích kết thúc. Anh Quốc kiểm soát thị trấn và cung điện và đến chiều thì một người Ả Rập có thiện chí với người Anh tên là Hamud bin Muhammed được lập làm quốc vương song quyền lực bị giảm nhiều. Các tàu và thủy thủ đoàn của Anh Quốc bắn pháo khoảng 500 lần, bắn súng liên thanh khoảng 4.100 lần và bắn súng trường khoảng 1.000 lần trong khi giao tranh.

## Hậu quả
Khoảng 500 nam giới và nữ giới Zanzibar thương vong trong lúc bắn phá, hầu hết thiệt mạng do lửa nhấn chìm cung điện. Không rõ có bao nhiêu người chịu thương vong tham gia chiến đấu, song đội súng của Khalid được thuật là "mất một phần mười". Thương vong của người Anh là một hạ sĩ quan trọng thương trên tàu Thrush và sau đó phục hồi. Mặc dù phần lớn thị dân Zanzibar đứng về phía người Anh, song khu phố của người Ấn Độ bị lợi dụng thời cơ cướp phá và khoảng 20 dân cư thiệt mạng trong hỗn loạn. Nhằm khôi phục trật tự, 150 binh sĩ người Sikh của Anh Quốc chuyển đến từ Mombasa nhằm tuần tra các đường phố. Thủy thủ từ St George và Philomel vào bờ để hình thành một lữ đoàn cứu hỏa nhằm ngăn chặn hỏa hoạn lan từ cung điện sang nhà hải quan lân cận. Có một số lo ngại về việc hỏa hoạn tại nhà hải quan do chúng có chứa một lượng lớn chất nổ, song không có vụ nổ xảy ra.
Quốc vương Khalid, Đại úy Saleh và khoảng 40 tùy tòng tìm cách tị nạn tại lãnh sự quán Đức sau khi bỏ chạy khỏi cung điện, tại đây họ dược mười thủy chủ và thủy quân lục chiến có vũ trang của Đức bảo vệ, trong khi Lloyd Mathews bố trí binh sĩ bên ngoài để bắt họ nếu họ cố gắng rời đi. Bất chấp yêu cầu dẫn độ, lãnh sự Đức từ chối giao nộp Khalid cho Anh Quốc do hiệp định dẫn độ của Đức với Anh Quốc đặc biệt loại trừ tù nhân chính trị. Thay vào đó, lãnh sự Đức hứa đưa Khalid đến Đông Phi thuộc Đức khiến nhân vật này không còn được đặt chân lên đất Zanzibar. Vào 10:00 ngày 2 tháng 10, SMS Seeadler của Hải quân Đức đến cảng; khi triều cao, một tàu của Seeadler đến cổng vườn của lãnh sự quán và Khalid bước thẳng từ khu đất của lãnh sự quán đến một chiến hạm Đức và do đó không bị bắt giữ. Ông được chuyển từ tàu lên Seeadler và sau đó được đưa đến Dar es Salaam tại Đông Phi thuộc Đức. Năm 1916, trong Chiến dịch Đông Phi thuộc Chiến tranh thế giới thứ nhất, Khalid bị quân Anh bắt, và bị đày đến Seychelles và Saint Helena trước khi được phép trở về Đông Phi, rồi từ trần tại Mombasa vào năm 1927. Anh Quốc trừng phạt những người ủng hộ Khalid bằng cách buộc họ phải trả tiền bồi thường để trang trải cho chi phí đạn pháo dùng để bắn vào họ và thiệt hại do cướp bóc, ước tính 300.000 rupee.

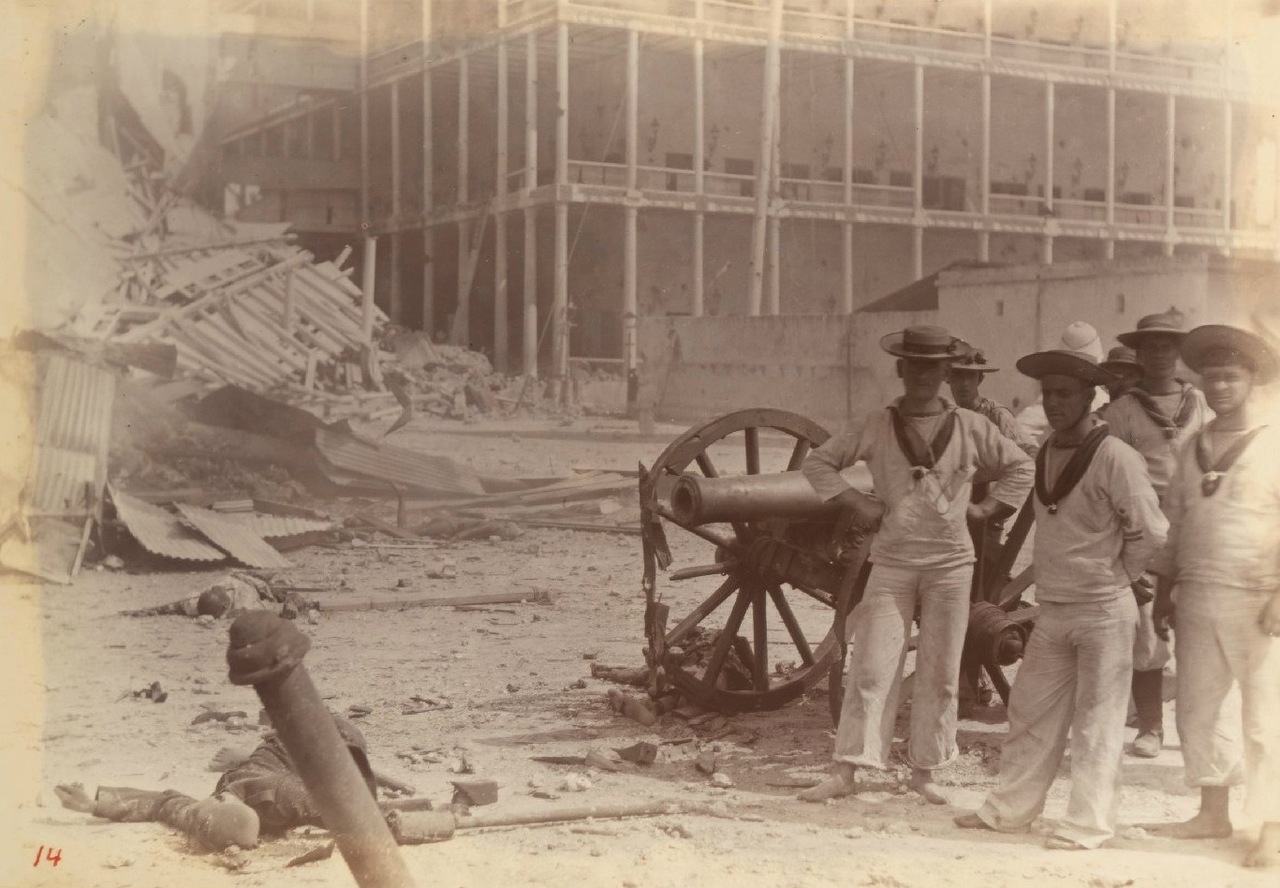
Thủy quân lục chiến Anh Quốc bên một súng thần công bên ngoài cung điện

Quốc vương Hamud trung thành với người Anh và hành động giống như một bù nhìn của một chính phủ về bản chất do người Anh vận hành, vương quốc chỉ được duy trì nhằm tránh chi phí liên quan đến vận hành Zanzibar trực tiếp như một thuộc địa vương thất. Vài tháng sau chiến tranh, với sự thúc giục của người Anh, Hamud bãi bỏ chế độ nô lệ dưới mọi hình thức. Giải phóng nô lệ yêu cầu họ trình diện bản thân đến một văn phòng chính phủ và tỏ ra là một quá trình chậm chạp—trong vòng mười năm chỉ có 17.293 nô lệ được tự do, so với số lượng ước tính là 60.000 vào năm 1891.
Tổ hợp cung điện bị hư hại nặng và bị biến đổi hoàn toàn sau chiến tranh. Hậu cung, đăng tháp và vương cung bị phá hủy do bắn pháo và không còn an toàn. Địa điểm vương cung trở thành một khu vực công viên trong khi một cung điện mới được dựng trên điểm hậu cung. House of Wonders hầu như không bị hư hại và sau đó trở thành văn phòng chính cho những nhà cầm quyền người Anh. Khi tiến hành cải tạo House of Wonders vào năm 1897, một tháp đồng hồ được dựng ở phía trước nhằm thay thế đăng tháp bị phá hủy trong khi bắn pháo. Glasgow bị chìm vẫn nằm ở cảng phía trước cung điện, vẫn nhìn thấy cột buồm trong vài năm sau đó, và hoàn toàn bị đập vỡ lấy phế liệu vào năm 1912.
Có lẽ do thể hiện ấn tượng của Hải quân Hoàng gia Anh trong khi pháo kích, không còn có cuộc nổi dậy nào nữa nhằm chống lại ảnh hưởng của Anh Quốc trong 67 năm còn lại của chế độ bảo hộ.

## Thời gian
Cuộc chiến kéo dài trong khoảng 40 phút, được cho là chiến tranh ngắn nhất trong lịch sử thành văn. Các nguồn khác nhau đưa gia những thời gian khác nhau, như 38, 40 và 45 phút, song 38 phút được trích dẫn thường xuyên nhất. Sự khác nhau là do nhầm lần giữa điều thực sự tạo thành mốc khởi đầu và kết thúc một cuộc chiến. Một số nguồn cho rằng cuộc chiến khởi đầu khi có lệnh khai hỏa vào lúc 09:00 và một số nguồn cho rằng khởi đầu là lúc bắt đầu pháo kích thực tế lúc 09:02. Kết thúc chiến tranh thường được cho là 09:40 khi có loạt pháo kích cuối cùng và cờ trên cung điện hạ, song một số nguồn cho là 09:45. Nhật ký hàng hải trên các tàu Anh Quốc có sự nhầm lẫn khi St George chỉ ra rằng đình hỏa được tuyên bố và Khalid vào lãnh sự quán Đức lúc 09:35, Thrush là 09:40, Racoon là 09:41 và Philomel cùng Sparrow là 09:45.